# Everest (film 2015)
Everest è un film del 2015 diretto da Baltasar Kormákur.
La pellicola, che ha aperto la 72ª edizione della Mostra internazionale d'arte cinematografica di Venezia il 2 settembre 2015, narra la disastrosa spedizione sull'Everest avvenuta nel 1996, raccontata in diversi saggi, tra cui Aria sottile (Into Thin Air), scritto nel 1997 da Jon Krakauer, Everest 1996, scritto da Anatolij Bukreev e Gary Weston Dewalt e A un soffio dalla fine (Left for Dead), scritto da Beck Wethers, uno dei sopravvissuti alla tragedia.. Il regista, in seguito a una polemica con lo stesso Krakauer, chiarì che il soggetto del film è basato sul libro di Beck Weathers, sulle registrazioni audio che narrano gli eventi svoltisi e sulle testimonianze delle persone presenti quel giorno.

## Trama
Un gruppo, formato da persone eterogenee e affidato alla guida di Rob Hall che è il proprietario dell'Adventure Consultants, si accinge a scalare l'Everest. Rob Hall è sposato con Jan, la quale è in attesa di una figlia. Un altro gruppo è formato dall'alpinista Scott Fischer per una spedizione "turistica". Arrivati al campo base si trovano altri gruppi, rendendo il tentativo di scalata molto affollato e complicando di conseguenza la preparazione della spedizione.
Per semplificare la scalata Rob e Scott decidono di collaborare e fissano la data della partenza in comune per il 10 maggio 1996. Lungo la scalata alcuni clienti hanno delle difficoltà, a cui si sommano anche dei problemi organizzativi, e di conseguenza l'arrivo sulla vetta viene ritardato. Ad un tratto però si scatena un'improvvisa bufera di neve, che mette in grave difficoltà gli scalatori, che si ritrovano a fronteggiare ostacoli al limite delle loro possibilità.
Alcuni di loro, tra cui anche lo stesso Hall, non ce la fanno, mentre l'alpinista Beck Weathers, dopo aver passato una notte all'addiaccio, riesce a tornare al campo dove viene recuperato da un elicottero Ecureuil, che per la prima volta raggiunge tale quota. Beck Weathers sopravvive alla disavventura, perdendo però l'uso di entrambe le mani e del naso.

## Produzione
Il budget del film è stato di circa 65 milioni di dollari. Le riprese hanno avuto luogo in Nepal, in Alto Adige (in Val Senales), a Roma e nel Regno Unito.

## Promozione
Il primo trailer del film viene diffuso il 4 giugno 2015 attraverso il canale YouTube della Universal Pictures, seguito subito dopo dalla versione italiana.

## Distribuzione
Il film è stato selezionato per aprire, fuori concorso, la 72ª Mostra internazionale d'arte cinematografica di Venezia, il 2 settembre 2015. L'attore Jake Gyllenhaal, in quest'occasione, si è visto abbracciare una fan armata di cartellone dedicato a lui.
La pellicola è stata distribuita nelle sale cinematografiche statunitensi a partire dal 18 settembre 2015, mentre in quelle italiane dal 24 settembre.

## Riconoscimenti
- 2016 - Screen Actors Guild Award[13]
  - Candidatura per le migliori controfigure
- 2016 - Satellite Awards[14]
  - Candidatura per i migliori effetti visivi